# Karl XI:s dopfunt

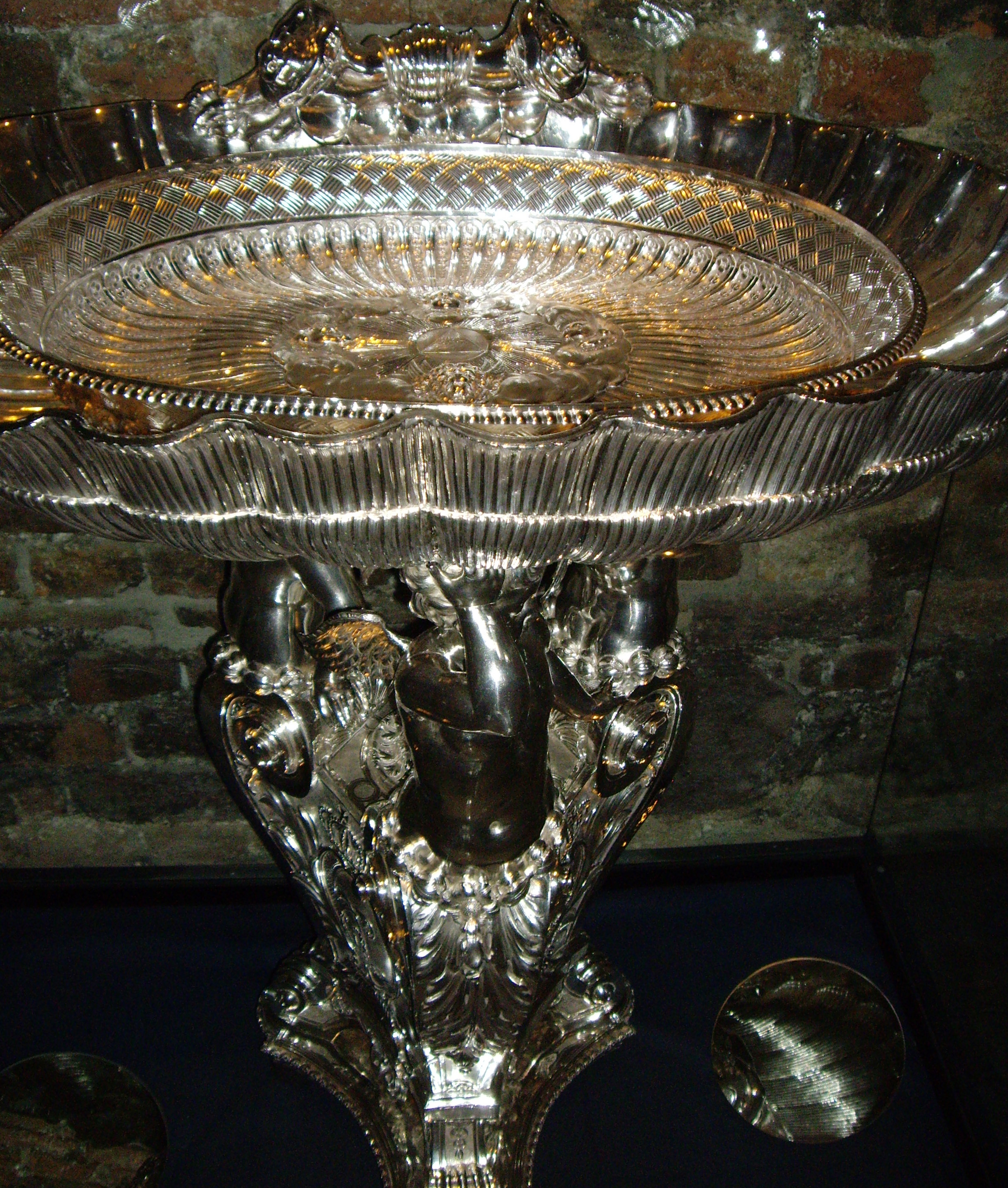
Karl XI:s dopfunt.

Karl XI:s dopfunt (även kallad silverdopfunten) är en dopfunt som används av Svenska kungafamiljen, och som normalt står i Skattkammaren på Kungliga slottet. Dopfunten beställdes av Karl XI, och är med all sannolikhet skapad efter ritningar av Nicodemus Tessin den yngre i samarbete med den franske bildhuggaren Bernard Fouquet.
Själva funten utfördes av den franske silversmeden Jean François Cousinet med silver från nuvarande Indonesien och utfördes mellan åren 1696 och 1707. När den var klar föddes det dock inga nya kungliga barn förrän 1746, varför den blivande kung Gustav III troligen är den förste som blivit döpt i den. Vid dopet 1782 av Gustav III:s andre son anger handlingarna att
Framför altaret på en upphögning är stäld then stora Silwer Funten, som wid Kongl Barnens Döpelse alltid brukas.
Senast dopfunten användes var vid dopet av prins Oscar den 27 maj 2016.